# Arsinoitherium
Arsinoitherium je rod dávno vyhynulého býložravého savce příbuzného dnešním slonům, žijící v období oligocénu.

## Popis
Vyskytoval se v tropických močálech a žil obojživelným způsobem života. Na čele měl dva skoro metr dlouhé duté rohy, které mu na rozdíl od nosorožců rostly vedle sebe. Jejich funkce není jasná, zřejmě zesilovaly zvuk a sloužily ke komunikaci. Arsinoitherium mělo 44 zubů, ještě nerozlišených na řezáky a stoličky.
Dosud jsou známy tři druhy: Arsinoitherium zitteli měřilo v kohoutku asi 180 cm, bylo přes 3 metry dlouhé a mohlo vážit dvě a půl tuny. Druhy Arsinoitherium andrewsi a Arsinoitherium giganteus, objevené v roce 2004 na území Etiopie, byly pravděpodobně ještě větší.
Zvíře je pojmenováno podle královny Arsinoé II., protože první fosilie byla vykopána nedaleko jejího sídla ve Fajjúmu.